# Ухтымка
Ухтымка — река в Кировской области России, левый приток Косы (бассейн Волги). Протекает в Богородском районе. Устье реки находится в 95 км по левому берегу Косы. Длина реки — 36 км, площадь бассейна 232 км².

## Течение
Исток реки на Красногорской возвышенности близ границы с Унинским районом в 3 км к югу от села Спасское. Исток находится на водоразделе бассейнов Чепцы и Кильмези, рядом берёт начало река Еранка.
Река течёт на север, затем поворачивает на северо-восток, русло извилистое. Протекает сёла Спасское и Ухтым, на реке несколько плотин и небольших запруд. Притоки — Плоская (впадает в 5,5 км по левому берегу, в водном реестре — река без названия) и Песчанка (левый).
Впадает в Косу у села Караул. Ширина реки у устья около 10 метров, скорость течения 0,3 м/с. Высота устья — 139,6 м над уровнем моря.

## Данные водного реестра
По данным государственного водного реестра России относится к Камскому бассейновому округу, водохозяйственный участок реки — Чепца от истока до устья, речной подбассейн реки Вятка. Речной бассейн реки — Кама.